# Port lotniczy Tekirdağ-Çorlu
Port lotniczy Tekirdağ-Çorlu (IATA: TEQ, ICAO: LTBU) – port lotniczy położony 10,5 km na wschód od Çorlu, w prowincji Tekirdağ, w Turcji.

## Linie lotnicze i połączenia
| Linia Lotnicza   | Kierunek  |
| ---------------- | --------- |
| Pegasus Airlines | 1. Ankara |